# Richard Rutowski
Richard Rutowski (Detroit, 6 marzo 1946) è un produttore cinematografico, attore e sceneggiatore statunitense.
È un frequente collaboratore di Oliver Stone, del quale ha prodotto svariati film, tra cui Assassini nati (di cui è stato anche cosceneggiatore), Tra cielo e terra e Ogni maledetta domenica. In molti film di Stone ha inoltre partecipato come attore, riservandosi piccoli camei in U Turn - Inversione di marcia e The Doors.
Nel 1973 ha partecipato al film surrealista La montagna sacra di Alejandro Jodorowsky e nel 1987 ha lavorato come scenografo in L'occhio del terrore.